# Xerox Corporation
Xerox Corporation è una delle più grandi aziende produttrici di stampanti e fotocopiatrici.

## Storia
È stata fondata a Rochester, New York, negli Stati Uniti, il 18 aprile 1906 ed è presente in 160 paesi nel mondo.
In origine il suo nome era  Haloid Company e iniziò come produttrice di carta per fotografia. In seguito sviluppò la prima fotocopiatrice xerografica del mondo, commercializzata nel 1959, denominata Xerox 914. Nel 1956 formò una joint venture con la britannica Rank, che durò fino al 1997 quando Xerox la acquisì totalmente.
Negli anni settanta la Xerox produceva anche computer. Tutt'oggi la Xerox possiede un grande centro di ricerche a Palo Alto, California (PARC). Il Palo Alto Research Center è famoso nella storia dell'informatica in quanto i suoi ingegneri hanno inventato elementi che hanno rivoluzionato il mondo del personal computer: il mouse e l'interfaccia desktop sono solo due di queste importanti invenzioni. Purtroppo i dirigenti della compagnia non credettero in tali creazioni e permisero a Apple di visitare il loro centro di ricerca e di visionare l’interfaccia GUI da loro creata e di usarne i brevetti dietro al pagamento di un milione di dollari in azioni Apple. In tal modo Apple ne prese ispirazione e creò con Lisa OS e MacOS la “prima” interfaccia grafica GUI.
Nel 1999 in una sede a Honolulu (Isole Hawaii) ci fu la strage con più vittime dello stato: 7 dipendenti della azienda sono rimasti uccisi.
La compagnia ha comprato la Affiliated Computer Services (ACS) per 6,4 miliardi di $ a inizio 2010.
Il 31 dicembre 2016, Xerox ha separato le sue operazioni di business process service in una nuova public company, Conduent. Xerox si concentra nell'ambito della document technology e document outsourcing.
Il 31 gennaio 2018, Xerox annuncia che venderà una quota di controllo alla giapponese Fujifilm, la quale ha mantenuto una joint venture nella regione Asia-Pacifico conosciuta come Fuji Xerox.

## Influenza mediatica
Nel film Adaline-L'eterna giovinezza (2015), la protagonista ha investito nell'allora Haloid company.